# Naucelles
Naucelles é uma comuna francesa na região administrativa de Auvérnia-Ródano-Alpes, no departamento de Cantal. Estende-se por uma área de 11,71 km². Em 2010 a comuna tinha 2 109 habitantes (densidade: 180,1 hab./km²).